# Tärvalamm, Värmland
Tärvalamm är en sjö i Filipstads kommun, som ingår i Göta älvs huvudavrinningsområde.